# Bugey (AOC)
Pour les articles homonymes, voir Bugey et Le Bugey (société savante).
Pour un article plus général, voir Vignoble du Bugey.
Le bugey est un vin d'appellation d'origine contrôlée français, produit dans les vallées du Bugey, dans le département de l'Ain. Il s'agit d'une des trois appellations du vignoble du Bugey, avec la roussette du Bugey et le seyssel.
L'appellation bugey compte en son sein trois dénominations géographiques (cerdon, manicle et montagnieu) et différents produits, selon le type de vin (blanc, mousseux, pétillant, rosé et rouge) ou le cépage employé (le nom de l'appellation peut être complété par les indications gamay, mondeuse ou pinot noir).

## Histoire
Au Moyen Âge, les moines développèrent la culture de la vigne sur les territoires de leurs abbayes. Le vignoble bugiste occupait alors une superficie considérable qu'il garda jusqu'à la fin du XIXe siècle.
Brillat-Savarin, natif de Belley, gastronome et auteur de la Physiologie du goût en 1848, était propriétaire d'une vigne dans le Bugey au début du XIXe siècle. Le vignoble bugiste connut son apogée sous le Second Empire avec une superficie en vignes dépassant, rien que dans l'arrondissement de Belley, les 7 000 hectares. Le docteur Jules Guyot, en 1868, enquêtant pour le gouvernement, relève que la vigne représente 25 % du produit agricole du département. C'est dans ce contexte que survint le phylloxéra, anéantissant toutes les vignes. La vigne a été replantée très lentement au XXe siècle, sur de nombreux éboulis caillouteux, des moraines glaciaires ou des plaques de molasse bien exposées. Le vignoble du Bugey s'est ainsi établi sur les sites les plus favorables, constituant un vignoble en îlots.

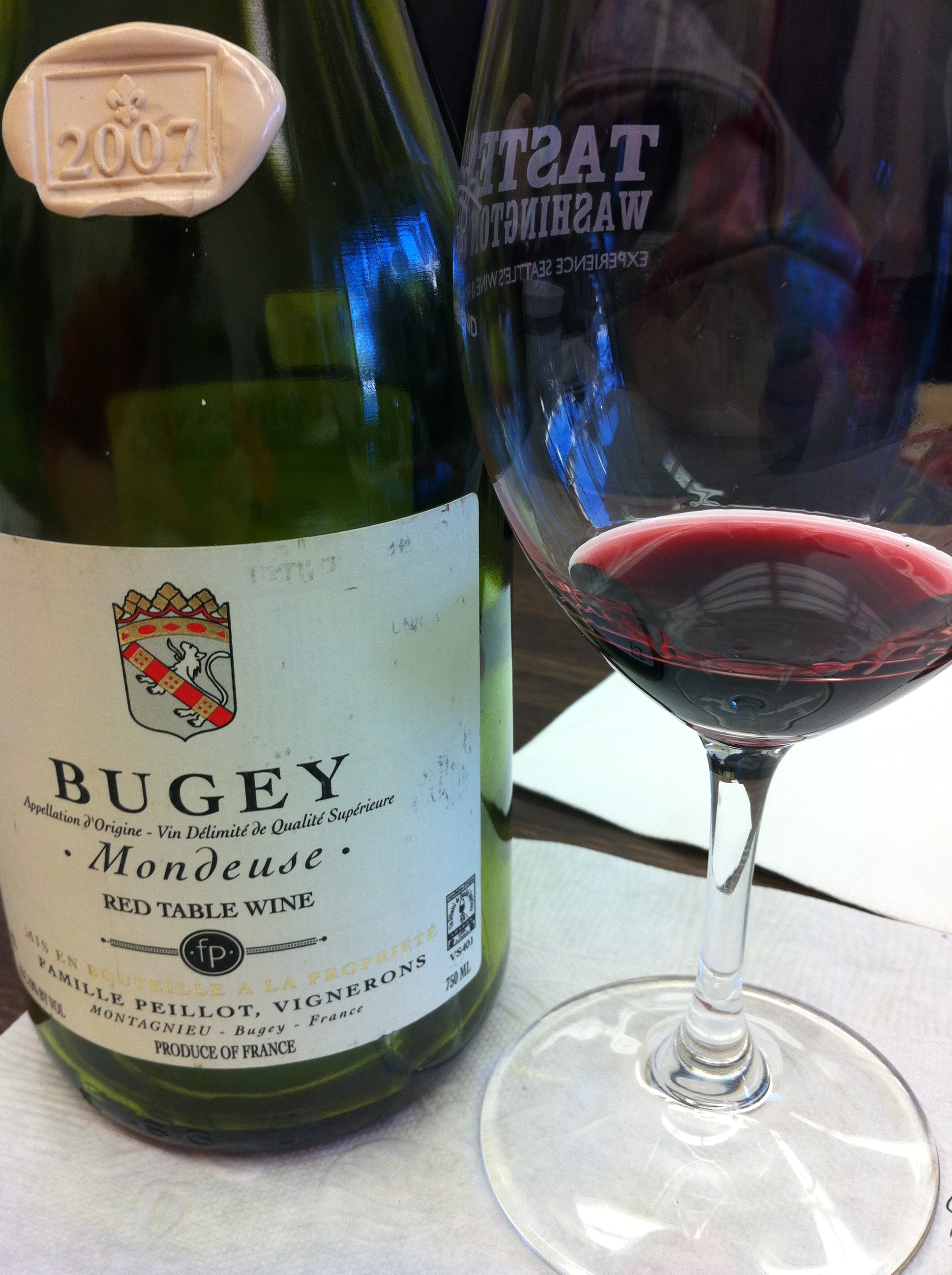
Vin du Bugey en 2007, alors vin délimité de qualité supérieure (VDQS).

Les vins du Bugey sont reconnus par l'INAO comme vins de qualité supérieure (VDQS) par l'arrêté du 11 juillet 1958, puis comme appellation d'origine contrôlée (AOC) par le décret du 20 octobre 2009. Le cahier des charges a été dernièrement modifié en septembre 2011, puis en novembre 2013.

### Étymologie
Une légende raconte que Bugia, compagne de Bel, fils de Japhet, petit-fils de Noé, a donné son nom au Bugey.
Plus historiquement, dès 1195, le terme de terra de beuzeis disparait pour se transformer en beugeys en 1372 puis en beugeis en 1613 pour enfin trouver sa forme actuelle en 1722.

## Situation géographique
Le Bugey se situe dans la région française Auvergne-Rhône-Alpes, formant la partie orientale du département de l'Ain.

### Géologie et orographie
Le Bugey est composé d'un relief montagneux plissé, partiellement karstifié, qui est la prolongation méridionale du massif du Jura. La datation des roches calcaires du Bugey se situe entre le Jurassique pour les anticlinaux et le Crétacé pour les synclinaux. Les plissement sont bien visibles selon les affleurements et les falaises.
Les vignes sont plantées sur des coteaux pierreux calcaires et morainiques.

### Climatologie
Le Bugey connait des étés chauds propres à un climat semi-continental, propices à la culture de certains cépages, mais avec des précipitations importantes. Les hivers sont marqués par les influences montagnardes, un peu adoucis par les dernières influences océaniques venant buter sur les montagnes. Les précipitations sont importantes au pied des reliefs.
La station météo d'Ambérieu (à 250 mètres d'altitude) se trouve à la limite occidentale de l'aire d'appellation. Ses valeurs climatiques de 1961 à 1990 sont :
| Mois                              | jan. | fév. | mars  | avril | mai   | juin  | jui.  | août  | sep.  | oct.  | nov. | déc.  | année   |
| --------------------------------- | ---- | ---- | ----- | ----- | ----- | ----- | ----- | ----- | ----- | ----- | ---- | ----- | ------- |
| Température minimale moyenne (°C) | −1,7 | −0,3 | 1,4   | 4,2   | 8,3   | 11,2  | 13,4  | 12,9  | 10,5  | 7,1   | 2,3  | −0,8  | 5,7     |
| Température moyenne (°C)          | 1,8  | 3,7  | 6,4   | 9,6   | 13,8  | 17,1  | 19,8  | 19,1  | 16,3  | 11,8  | 6,1  | 2,5   | 10,7    |
| Température maximale moyenne (°C) | 5,3  | 7,8  | 11,4  | 15,1  | 19,3  | 23,1  | 26,2  | 25,3  | 22    | 16,4  | 9,9  | 5,7   | 15,6    |
| Ensoleillement (h)                | 53,4 | 81   | 130,5 | 167,2 | 199,6 | 230,9 | 273,9 | 236,2 | 183,2 | 119,9 | 65,1 | 46,3  | 1 787,2 |
| Précipitations (mm)               | 93,8 | 86,9 | 100,8 | 93,9  | 111,5 | 98,2  | 66,5  | 91,6  | 98,1  | 102,7 | 107  | 102,1 | 1 153   |

## Vignoble

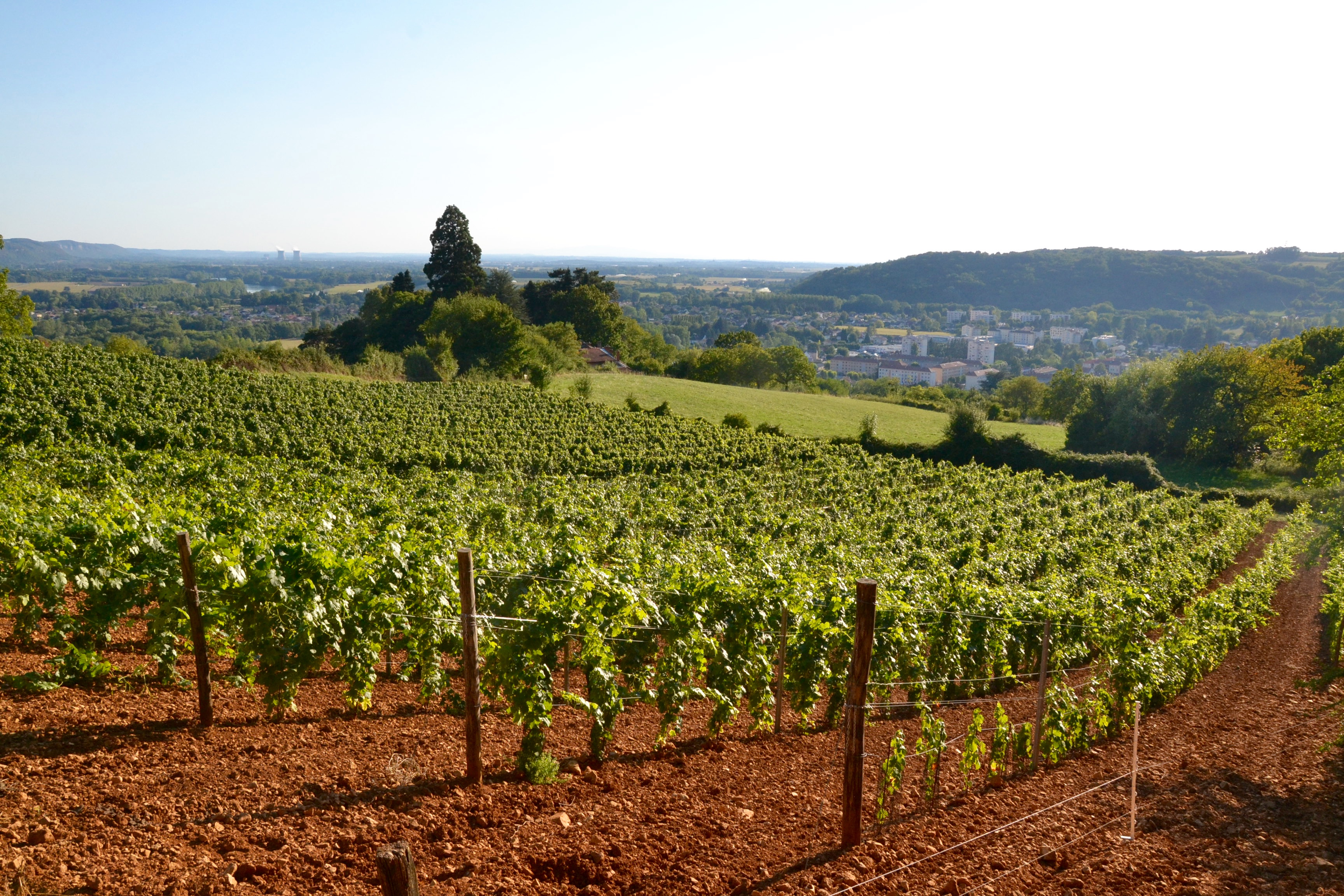
Vignes au-dessus de Lagnieu.

### Présentation
L'aire d'appellation couvre les communes suivantes : L'Abergement-de-Varey, Ambérieu-en-Bugey, Ambléon, Andert-et-Condon, Anglefort, Arbignieu, Argis, Artemare, Belley, Belmont, Bénonces, Béon, Boyeux-Saint-Jérôme, Brens, Briord, Cerdon, Ceyzériat, Ceyzérieu, Chanay, Chavornay, Chazey-Bons, Cheignieu-la-Balme, Contrevoz, Conzieu, Corbonod, Cressin-Rochefort, Culoz, Cuzieu, Flaxieu, Groslée, Jujurieux, Journans, Lagnieu, Lavours, Lhuis, Magnieu, Marignieu, Massignieu-de-Rives, Mérignat, Montagnieu, Nattages, Parves, Peyrieu, Pollieu, Poncin, Pugieu, Rossillon, Saint-Alban, Saint-Benoît, Saint-Germain-les-Paroisses, Saint-Champ-Chatonod, Saint-Martin-de-Bavel, Saint-Martin-du-Mont, Saint-Sorlin-en-Bugey, Seillonnaz, Seyssel, Talissieu, Torcieu, Tossiat, Vaux-en-Bugey, Villebois, Virignin, Virieu-le-Grand, Vieu et Vongnes.
L'aire de production est très morcelée ; au total, il s'étend sur 475 hectares en 2009. Selon les Douanes, la superficie revendiquée en 2023 sous l'appellation est de 412 hectares, dont :
- 100,93 ha pour du bugey blanc ;
- 72,08 ha pour du bugey rouge ;
- 8,7 ha pour du bugey rosé ;
- 12,03 ha pour du manicle (6,67 de blanc et 5,36 de rouge) ;
- 166,31 ha pour du cerdon ;
- 32,45 ha pour du bugey mousseux blanc ;
- 13,75 ha pour du montagnieu mousseux ;
- 5,98 ha pour du bugey mousseux rosé[2].

### Encépagement
Le cahier des charges de l'appellation autorise les cépages suivants selon le produit :
- le bugey blanc est fait principalement à partir du chardonnay B[N 1] (plus de 70 %), accessoirement de l'aligoté B, de l'altesse B, de la jacquère B de la mondeuse blanche B et du pinot gris G ;
- le bugey rouge avec du gamay N, de la mondeuse noire N et du pinot noir N ;
- le bugey rosé principalement avec du gamay N et du pinot noir N (plus de 70 %), accessoirement avec la mondeuse noire N, le pinot gris G et le poulsard N ;
- le bugey mousseux ou pétillant blanc est fait principalement avec du chardonnay B, du jacquère B et de la molette B (plus de 70 %), plus accessoirement avec de l'aligoté B, de l'altesse B, du gamay N, de la mondeuse blanche B, du pinot gris G, du pinot noir N, de la mondeuse noire N et du poulsard N ;
- le bugey mousseux ou pétillant rosé est fait principalement de gamay N et de pinot noir N (plus de 70 %), avec accessoirement de la mondeuse noire N, du pinot gris G et du poulsard N.

Le chardonnay est un cépage blanc fin et racé qui permet d'obtenir des vins du Bugey aux effluves fruités et fleuris.
Le pinot noir est un cépage noir fin et charpenté ; il est employé pour faire le manicle rouge. Le gamay est un cépage noir léger aux arômes de fruit. La mondeuse est un cépage noir cousin de la syrah qui donne des rouges assez tanniques.
L'altesse, aussi appelée roussette, est un cépage blanc typique du vignoble du Bugey et de celui de Savoie, qui permet d'obtenir un vin blanc pétillants doux aux arômes fruités ou de miel ou un vin blanc sec très fruité.

### Méthodes culturales
Les vignes sont palissées et taillées souvent en taille guyot, parfois avec arcure.

### Rendements
Les rendements maximum et butoir varient selon la dénomination (cerdon, manicle et montagnieu) ou le produit (blanc, gamay, etc.) :
- 53 à 61 hectolitres par hectare pour le manicle rouge ;
- 53 à 61 hectolitres par hectare pour le montagnieu rouge ;
- 58 à 66 hectolitres par hectare pour le bugey mondeuse ou pinot noir ;
- 60 à 68 hectolitres par hectare pour le bugey gamay ;
- 63 à 69 hectolitres par hectare pour le manicle blanc ;
- 65 à 72 hectolitres par hectare pour le bugey rosé ;
- 67 à 74 hectolitres par hectare pour le bugey blanc ;
- 71 à 78 hectolitres par hectare pour le bugey mousseux ou pétillant, le montagnieu mousseux ou pétillant et pour le cerdon[4].

En 2023, le rendement réel moyen a été de 41 hl/ha en blanc, 43 en rouge, 53 en rosé, 45 en bugey mousseux blanc, 55 en cerdon, 56 en bugey mousseux rosé et 59 en montagnieu mousseux.

## Vins
La production en 2005 a été de 29 080 hectolitres (un hectolitre (hl) = 100 litres = 133 bouteilles de 75 cl), dont 14 150 hectolitres de rouge, rosé ou blanc, 11 765 hectolitres de mousseux et 3 165 hectolitres de pétillant. En 2009, la production a atteint les 30 335 hectolitres. La production déclarée en 2023 a été d'un total de 20 044 hectolitres, dont :
- vins tranquilles :
  - 4 106 hl de bugey blanc ;
  - 3 120 hl de bugey rouge ;
  - 457 hl de bugey rosé ;
  - 594 hl de manicle (319 de blanc et 275 de rouge) ;
- vins mousseux :
  - 9 152 hl de cerdon ;
  - 1 467 hl de bugey mousseux blanc ;
  - 815 hl de montagnieu mousseux ;
  - 333 hl de bugey mousseux rosé[2].

### Vinification et élevage

#### En blanc
À l'arrivée au chai, le raisin est foulé et pressé pour séparer le moût du marc de raisin. Le moût est mis en cuve en stabulation pour le dépôt des bourbes. Le soutirage du jus clair est le débourbage ; les bourbes peuvent être filtrées pour donner aussi un bon vin. La fermentation alcoolique débute sous l'action de levures indigènes ou de levures sélectionnées introduites lors du levurage. Cette opération transforme le sucre du raisin en éthanol. La maîtrise de la température de fermentation par un système de réfrigération permet d'exprimer le potentiel aromatique du produit.
La fermentation achevée, le vin est soutiré afin d'éliminer les lies. La fermentation malolactique n'est généralement pas réalisée, bloquée par un sulfitage du vin. Ce dernier peut être stocké en cuve pour le préparer à l'embouteillage ou élevé en barrique ou foudres de bois de chêne. Le vin est soutiré, filtré et stabilisé avant le conditionnement en bouteille.

#### En effervescent
Les vins effervescents sont faits selon la « méthode traditionnelle » : il faut une prise de mousse en bouteilles à partir de vins fruités. Un stockage de neuf mois sur lattes est obligatoire. Il est suivi d'un remuage sur pupitre et ensuite d'un dégorgeage. Blanc ou rosé, le bugey offre une palette variée de vins pétillants dont le cerdon, le montagnieu et le bugey brut.

#### En rouge
La coloration du moût nécessite une macération du grain de raisin dans le jus, notamment pour le gamay N et le pinot noir N qui sont des cépages noirs à jus blanc : seule la pellicule comporte les anthocyanes colorantes.
la macération dure le temps de la fermentation alcoolique. Outre la couleur, elle permet de solubiliser les tanins. Le pressurage intervient à ce moment-là pour séparer le vin du marc de raisin. Le vin subit alors la fermentation malolactique, qui transforme l'acide malique à deux groupes carboxyle, en acide lactique qui n'en comporte qu'un. L'opération conduit à une désacidification naturelle du vin ; elle arrondit le vin, le rend plus souple et moins âpre.

### Gastronomie
La région du Bugey, en plus d'être une région viticole, est réputée pour sa gastronomie : on appréciera dans cette région les grenouilles et écrevisses en garniture ou simplement pour elles-mêmes, les volailles ainsi que les différents gibiers. Les vins du Bugey accompagneront à merveille les différents plats de terroirs.
Le bugey blanc se boit frais à température de cave (10 à 12 °C). Il accompagne très bien les poissons, les crustacés, mais aussi la raclette et la fondue.
Le bugey rouge se sert chambré, voir légèrement frais (17 à 19 °C). Il accompagnera à merveille les fromages et les charcuteries ainsi que les viandes blanches. S'il est fait à partir de pinot noir, il sera apprécié sur une viande rouge ou un gibier.
Le bugey mousseux convient à l'apéritif comme au dessert, et se sert frais (température du frigo, 4 à 5 °C).

## Économie

### Structure des exploitations
Les exploitations, sauf cas particulier, sont en majorité des caves particulières de petite taille (moins de 5 hectares). Sur les 145 opérateurs en 2005, il y a 130 viticulteurs, une cave particulière, une coopérative et 14 négociants.

### Commercialisation
Après les années 1950, des foires et des concours ayant montré qu'il y avait de bons cépages et vins dans le vignoble bugiste, quelques personnalités s'engagèrent à les mettre en valeur. Face au développement de la vente directe et du tourisme dans le département, les premiers caveaux de dégustation s'ouvrirent dès le début des années 1960. Afin de faire connaître les vins du Bugey, le syndicat se déplaça également sur divers salons et manifestations de la région et ses alentours. Ainsi les vins du Bugey sont présents chaque année au Concours de la volaille de Bresse, au Concours des vins de France à Mâcon et au Concours général agricole de Paris. Il reste que les vins du Bugey sont presque uniquement connu localement, avec une vente en grande surface limitée au Lyonnais, au Genevois et à la Savoie.
En 2009, 95 % des vins sont commercialisés en vente directe essentiellement dans des exploitations familiales. Il subsiste deux maisons achetant des moûts à la propriété destinés pour l'essentiel à l'élaboration des vins mousseux et pétillants et représentant entre 7 et 8 % de la production. En outre, une dizaine d'exploitations viticoles disposent d'une licence de négociant parallèlement à leur statut de vigneron.